# Pouvoirs extraordinaires en Belgique
Les pouvoirs extraordinaires sont, en Belgique, une modalité particulière d'exercice du pouvoir permettant au gouvernement d'exercer seul le pouvoir législatif alors que les assemblées législatives sont dans l'impossibilité de se réunir. 
Ces pouvoirs ont été exercés à deux reprises dans l'Histoire de la Belgique, pendant l'occupation de la Première Guerre mondiale et celle de la Seconde Guerre mondiale.

## Régime juridique
Le régime des pouvoirs extraordinaires est fondé sur l'article 36 de la Constitution qui dispose "Le pouvoir législatif fédéral s'exerce collectivement par le Roi, la Chambre des représentants et le Sénat". 
Il permet au gouvernement, lorsque la Chambre des représentants et le Sénat sont en incapacité de se réunir, d'exercer seul le pouvoir législatif. Les normes ainsi adoptées sont appelées arrêté-loi et ont la même valeur juridique qu'une loi.
Ce mode de fonctionnement n'est pas expressément formalisé par la Constitution mais a été reconnu par la Cour de cassation qui a jugé que : "C'est par application des principes constitutionnels que le Roi, resté pendant la guerre, seul organe du pouvoir législatif ayant conservé sa liberté d'action, a pris les dispositions ayant force de loi que commandaient impérieusement la défense du territoire et les intérêts vitaux de la nation".

## Applications
Le régime des pouvoirs extraordinaires a constitué un mode de survie des institutions belges lorsque le territoire était entièrement ou presque entièrement occupé par des armées ennemies ; il n'a été employé qu'au cours des conflits mondiaux. Il paraît être tombé en désuétude.

### Première Guerre mondiale
Durant la Première Guerre mondiale, la quasi-totalité du territoire belge finit par être occupé par l'Allemagne. Le Roi Albert Ier et le gouvernement de Broqueville sont la seule branche du pouvoir législatif à encore exercer son pouvoir, depuis Sainte-Adresse. Ils exercent dès lors les fonctions législatives et exécutives.

### Seconde Guerre mondiale
Durant la Seconde Guerre mondiale, la totalité du territoire belge est à nouveau occupée par l'Allemagne. Les chambres sont une fois encore dans l'impossibilité d'exercer leur pouvoir tandis que le Roi Léopold III s'est constitué prisonnier et est assigné au château de Laeken. 
Depuis Londres, le gouvernement Pierlot assume seul les fonctions du Roi, qui est dans l'impossibilité de régner. Par voie de conséquence, le gouvernement reste la seule branche du pouvoir législatif.